# Liste des comtes puis ducs de Valentinois
Les titres de comtes de Valence (IXe au XIe siècle), puis de comtes de Valentinois (XIIe au XVe siècle), sont des titres rattachés au territoire du comté de Valentinois. Le titre devient celui des ducs de Valentinois (quatre créations, XVe au XXe siècle) après l'érection du Valentinois en duché. Le titre, depuis 1949, a été recréé dans la noblesse monégasque.

## Premiers comtes de Valence (IXeauXIesiècle)
Les comtes possédant le pays de Valence ou Valentinois, antérieurs à la fin du IXe siècle, ne sont pas connus.
Adalelme est le premier personnage mentionné comme comte, dans les textes les dernières décennies du IXe siècle. On le trouve sous la forme Adalelmo comiti et nobilissime, sans précision de terre associée, mais dont l'implantation correspond au Valentinois,. Il est mentionné en 890, au plaid de Varennes, le 6 juin 903, aux côtés de sa femme Rotlinde, et en 912, à Vienne avec son fils, Boson,.
Les historiens s'accordent pour indiquer qu'il n'existe aucun lien entre Adalelme et son fils et les comtes qui se succèdent — ils ne portent d'ailleurs que le titre de comte sans précision d'une terre — entre le milieu du Xe siècle et celui du siècle suivant. Les actes permettent de connaître partiellement la filiation de ces comtes. Ainsi ils laissent apparaître des noms patronymiques — Geilin, Hugues, Lambert, Ademar/Adhémar/Aimar, Gontard, Odon et Ponce — qui se retrouvent d'une génération à l'autre, ce qui laisseraient peu de doute quant à leurs origines, mais il n'existe aucune source permettant de rattacher ces trois groupes d'individus portant le titre comtal de la région.
Jules Chevalier, prêtre et historien régional (1897), puis André Blanc, chargé de recherches au CNRS (1984, qui s'appuie sur Chevalier) font l'hypothèse qu'il existe des liens de parentés entre les trois groupes formés par Geilin Ier, Lambert et Geilin II et leurs enfants. Le marquis Henri de Pisançon (1874) ou encore André Lacroix (1877) considéraient pour leur part que ce groupe des premiers comtes de Valentinois formaient une première maison dite marquis Géléins ou famille Geilon ou Geilin (voire Gillin ou Gélein). Cette analyse est reprise notamment par Stéphane Baumont (1992) qui parle des « comtes ou marquis Gélein dits « Gélins de Valence » ».
- v. 890 — 912 : Adalelme (Alleaume, Adalelmo)[1].
∞ Rotlinde.
- 912 — 943 : Boson, fils du précédent[1].
- 943 — v. 963 : Geilin/Gelin Ier[1].
∞ (1) Gotheling, dont Ainerius ; ∞ (2) Raimondis.
- v. 985 : Lambert.
∞ Falectrude. Aucune source ne permet de faire de liens avec les précédents.
- v. 997 - 1037 : Ademar/Adhémar/Aimar, fils du précédent.
∞ Roteldis dont 5 fils. En tant qu'aîné, Hugues, devrait hériter du titre, mais aucun acte ne le mentionne[1].
- 1058 : Geilin/Gelin II[1]
∞ Ava, dont 5 fils. Aucune source ne permet de faire de liens avec les précédents.

## Comtes de Valentinois de la maison de Poitiers (XIIeauXVesiècle)
André Blanc (1984) conclue qu'à la suite de Geilin II (v. 1058), quelques décennies plus tard, le titre passe à la famille dite de Poitiers[-Valentinois]. Le titre serait issu, sans qu'il n'existe de sources, du mariage avec l'héritière de Marsanne,. Si les preuves d'un lien de parenté avec les premiers comtes de Valence n'existent pas, la tradition onomastique se perpétue toutefois au sein de la famille de Poitiers. André Blanc conclue « La solution de continuité qu'on enregistre aujourd'hui dans les archives masque peut-être simplement l'alliance entre un Poitiers venu d'ailleurs et une descendante de Geilin II. » À partir de 1280, les comtes portent également le titre de comte du Diois. Le titre s'éteint avec la mort de Louis II de Poitiers († 1419), dernier mâle de la branche aînée. Il institue dans son testament Charles, dauphin du Viennois, fils du roi de France, Charles VI, son héritier.
- v. 1138 : Eustache († apr. 1148/54) 
qualifié d'évêque [de Valence] et de comte (Eustachius episcopus et comes Valentinensis), d'après le Cartulaire de Léoncel[12], probable parent de la maison de Poitiers-Valentinois, selon J. Chevalier[13].

- avant 1158 : Aymar/Adhémar Ier[14] (A Pictaviensis comitis Valentini)[15].
fils de Guillaume et NN, et probable frère d'Eustache, évêque et comte (selon l'étude de la charte no 3 du Cartulaire de Léoncel[15] et son interprétation par J. Chevalier[13]). Père de Guillaume, qui suis (charte no 8), et Eustache, prévôt de Valence[14].
∞ Véronique (de Marsanne)[14].

- 1158 — 1188/89 : Guillaume de Poitiers (numéroté I ou II, selon les auteurs), Willelmus Pictavensis, comes Valentinus[16], Willelmus Pictavenisi, comes Valentinus ordinatione[17], fils du précédent.
∞ (1) NN de Die (qualifiée de « personnage quelque peu légendaire »)[18].
∞ (2) Béatrix d'Albon, fille du comte d'Albon, puis Dauphin de Viennois, Guigues V[17].

- 1189 — 1239 : Aymar II de Poitiers († v. 1250)[19]
∞ Philippe (Philippa)[20] de Fay, Dame de Clerieu, fille de Guillaume-Jourdain, seigneur de Fay et Mezenc et de Météline de Clerieu[21]. Trois enfants dont un fils :
  - Guillaume II (1202 † 1227) ∞ Flotte de Royans, fille de Ra(i)mbaud Bérenger, seigneur de Royans[22], un fils, Aymar III, qui suit.

- 1239 — 1277 : Aymar III de Poitiers (1226 † 1277), surnommé d'Aymaret[23]. Ne prend le titre de comte qu'à la mort de son grand-père (Chevalier)[24].
fils de Guillaume II, petit-fils d'Aymar II.
∞ (1) à Sibylle de Beaujeu, fille d'Humbert V, seigneur de Beaujeu, trois enfants dont Aymar IV qui suit[25].
∞ (2) en 1268, à Alixente de Mercœur († 1286), fille de Béraud, seigneur de Mercœur, dont un fils, Guillaume[26].

- 1277 — 1329 : Aymar IV de Poitiers († 1329)[27], se fait reconnaître comte de Diois (comitatus Dyensis), à partir de 1280[10].
∞ (1) en 1270 à Hippolyte dite Polie de Bourgogne-Comté, dame de Saint-Vallier, fille d'Hugues de Chalon et Alix de Méranie, comtesse palatine de Bourgogne[28]. Dix enfants dont Aymar V qui suit[29].
∞ (2) en 1288 à Marguerite de Genève, fille du comte Amédée II, comte de Genève[30].

- 1329 — 1339 : Aymar V de Poitiers (1271 † 1339), comte du Valentinois et du Diois[31].
fils du précédent.
∞ en 1284 à sa cousine Sibylle de Baux († 1360), fille de Raymond III des Baux[32]. Quatorze enfants dont Louis Ier qui suit[33].

- 1339 — 1345 : Louis Ier de Poitiers († 1345), comte du Valentinois et du Diois[34].
fils du précédent.
∞ en 1321 à Marguerite de Vergy, fille d'Henri de Vergy, seigneur de Fonvens. Deux enfants dont Aymar VI qui suit[35].

- 1345 — 1374 : Aymar VI de Poitiers († 1374), dit le Gros, comte du Valentinois et du Diois[36].
fils du précédent. Également gouverneur du Dauphiné (1349-1355) et recteur du Comtat Venaissin (1372-1374).
∞ en 1344 à Alix/Elips (Helis) Rog(i)er de Beaufort, dite la comtesse Major, fille de Guillaume II Roger de Beaufort, nièce du pape Clément VI et sœur de Guillaume III, vicomte de Turenne. Sans postérité[37].

- 1374 — 1419 : Louis II de Poitiers, comte de Valentinois et de Diois (1354 † 1419)[38].
cousin germain du précédent, fils d'Aymar de Poitiers, fils du comte Aymar V, et de Guyotte d'Uzès[39].
∞ (1) à Cécile Roger de Beaufort, fille de Guillaume III Roger de Beaufort († 1410)[40], dont deux filles.
∞ (2) en 1417 à Guillemette de Gruyère, fille du chevalier Raoul/Rodolphe de Gruyère († janvier 1400)[41] (sans postérité).
N'ayant aucun fils légitime, par testament, il institue pour héritier universel, sous conditions, Charles, dauphin du Viennois, fils du roi de France, Charles VI. Dans le cas où les conditions ne pourraient être exercées, lui serait substitué le comte de Savoie, Amédée VIII[42].

## Ducs de Valentinois (XVeauXXesiècle)

### Première création
- 1498 — 1507 : César Borgia, duc de Valentinois et de Diois, titre créé par Louis XII. Sa fille Louise Borgia (1500-1553) est dite Louise de Valentinois.

### Deuxième création
- 1548 — 1566 : Diane de Poitiers, comtesse de Saint-Vallier, titre créé par Henri II le 8 octobre 1548.

### Troisième création
Le Valentinois est donné en 1642 au prince de Monaco Honoré II par le roi Louis XIII en compensation des territoires perdus en Espagne.
- 1642-1662 : Honoré II de Monaco (1597-1662).
- 1662-1701 : Louis Ier de Monaco (1642-1701), son petit-fils.
- 1701-1715 : Antoine Ier de Monaco (1661-1731), son fils.

### Quatrième création
Le duché de Valentinois est à nouveau érigé en duché-pairie, en 1715, en faveur de Jacques Ier de Monaco, et transmis à ses héritiers mâles et légitimes, par lettres patentes de Louis XV.
- 1715-1733 : Jacques Ier de Monaco (1689-1751), son gendre, titre créé par Louis XV.
- 1733-1793 : Honoré III de Monaco (1720-1795), son fils.
- 1814-1819 : Honoré IV de Monaco (1758-1819), son fils.
- 1819-1841 : Honoré V de Monaco (1778-1841), son fils (Titre de pair à vie, par ordonnance du 4 juin 1814 de Louis XVIII, confirmé à titre héréditaire par l'ordonnance du 19 août 1815 de Louis XVIII. Titre de duc-pair héréditaire attaché à ladite pairie, en faveur du même, par ordonnance du 31 août 1817 de Louis XVIII).
- 1841-1856 : Florestan Ier de Monaco (1785-1856), son frère.
- 1856-1889 : Charles III de Monaco (1818-1889), son fils.
- 1889-1922 : Albert Ier de Monaco (1848-1922), son fils.
- 1922-1949 : Louis II de Monaco (1870-1949), son fils.

## Titre monégasque
Les princes de Monaco portèrent régulièrement ce titre jusqu'en 1949, date du décès du prince Louis II de Monaco. S'agissant d'un titre de droit français il ne peut logiquement pas se transmettre par les femmes ni par bâtardise et il n'y a plus aujourd'hui d'autorité en France ayant le pouvoir d'en effectuer le report en cas d'extinction des mâles. Cependant, le prince créa ce titre dans la noblesse monégasque et le donna à sa fille légitimée, Charlotte de Monaco et à son époux.
- 1919 — 1977 : Charlotte de Monaco (épouse de Pierre de Polignac), fille du précédent.
- 1977 — 2005 : Rainier III de Monaco, son fils.
- 2005 — : Albert II de Monaco, son fils.